# 말와 왕국
말와 왕국은 고전 시대부터 중세 초기까지 중앙인도를 지배했던 왕국이다. 왕국은 350년 자야바르만에 의해 세워졌으며, 야쇼다르만의 치세 동안 엄청나게 확장되었다.
고대 인도의 아반티 왕국은 나중에 말와 왕국이 생겨난 지역에 기반을 두고 있었다. 아반티는 기원전 61년에 인도-스키타이에 의해 정복되었으며, 그 후, 그 지역은 말라바 공화국에 의해 지배되었다. 그 기간 동안, 그 지역의 이름은 점차 말라바 또는 말와로 바뀌었다. 서기 350년에 자야바르만은 그 지역에 말와 왕국을 세우고 아울리카라 왕조를 세웠다. 서기 515년과 545년 사이에 말와의 왕인 야쇼다르만은 그 왕국을 크게 확장하고 후나족의 영토를 정복했다.
야쇼다르만이 죽은 후, 그의 제국은 해체되었고 말와는 한 동안 외세의 지배를 받게 되었다. 서기 947년 라슈트라쿠타의 봉신이었던 시야카가 라슈트라쿠타로부터 독립을 선언한 후 파라마라 왕조를 개창하면서 말와 왕국은 다시 부활하였으며, 1305년 델리 술탄국에 의해 정복될 때까지 주권 국가로서 존재했다. 그 후 말와는 1401년에 술탄국으로 독립할 때까지 델리 술탄국의 속주로 기능하였다.

## 역사

### 아울리카라 왕조 치하
말와 왕국이 세워진 지역은 일찍이 말라바 공화국의 일부였다. 말라바족은 아반티 왕국(기원전 61년)이 무너진 후 언젠가 말와 지역을 정복하고 그들의 통치를 확립한 인도 북서부 출신 부족이었다. 그들은 과두제 공화국을 형성했고 350년까지 말와에 대한 그들의 통치를 유지했다. 말라바 족장인 자야바르만은 공화국 정부를 폐위시키고 말와 왕국과 아울리카라 왕조를 세웠다.
서기 351년부터 364년까지 13년 동안 구자라트의 사카 사트라프인 루드라세나 3세의 치세에 생긴 혼란을 이용하여 자야바르만은 사카족으로부터 만도르 근처의 영토를 점령했다. 서기 423년 비스와바르만은 굽타 제국의 황제 쿠마라굽타 1세의 종주권을 받아들였다. 굽타 황제 스칸다굽타 사후 왕위 계승 위기 이후인 서기 467년 프라바카라는 독립적인 군주가 되었다.
더 북쪽으로는 496년 후나족과 굽타 제국 사이에 제1차 후나 전쟁이 시작되었고 후나족은 510년까지 인도 중부와 북서부 일부를 정복했다. 그러나 야쇼다르만 통치 기간인 515년 말와 왕국이 굽타 제국을 지원하며 훈족들을 물리쳤다. 후나족 왕 토라마나는 굽타 황제 나라심하굽타와의 전투 중 입은 부상으로 사망했다.
520년 훈족의 왕인 토라마나의 아들 미히라쿨라가 굽타 제국을 다시 침공하며 제2차 후나 전쟁이 일어났으며, 그는 수도 파탈리푸트라를 점령하고 약탈했다. 이후 말와는 타네사르 왕국과 동맹을 맺고 528년 후나족을 물리쳤다. 서기 545년 야쇼다르만은 후사 없이 사망했다.

### 후굽타 왕조 치하
야쇼다르만의 죽음 이후, 그의 제국은 해체되었다. 서기 575년, 카나우지 왕국이 후굽타 왕조로부터 마가다의 대부분을 정복하자 후굽타 왕인 마하세나굽타는 그의 제국의 남은 영토 중 하나였던 말와로 탈출했다. 그는 서기 601년에 죽을 때까지 말와를 지배했고 그 후 그의 아들 데바굽타가 왕위를 계승했다. 데바굽타는 타네사르-카나우지 동맹에 대항하여 가우다 왕국과 동맹을 맺었는데, 이 동맹은 처음에는 성공했지만 나중에 둘 다 하르샤에게 정복당하며 실패로 끝났다.

### 파라마라 왕조 치하
카나우지 제국의 하르샤가 625년경 말와 왕국을 정복한 이후 말와의 역사는 거의 알려진 것이 없다. 서기 756년에 구르자라 제국이 말와를 정복했지만, 786년에 라슈트라쿠타 제국에게 빼았겼으며, 이 기간 동안 말와는 파라마라 왕조가 지배하는 봉신국이 되었다.
서기 947년, 말와의 통치자이자 라슈트라쿠타 제국의 봉신인 시야카가 라슈트라쿠타로부터 독립을 선언했다. 그의 아들 문자는 삼바르, 메와르, 트리푸리, 나돌, 그리고 구자라트를 굴복시켰다. 그러나, 998년, 칼야니의 찰루키아 왕국이 말와의 남쪽 영토를 정벌했다. 그의 형제가 그의 뒤를 이어 칼야니 왕국을 정벌하여 잃어버린 영토를 되찾았다. 그의 손자 보자(재위: 1010–1055)는 광범위한 정복을 했다. 그는 트리푸리 왕국, 촐라 제국과 동맹을 맺고 칼야니 왕국을 패배시켰다. 1048년, 칼야니 왕국은 말와의 수도를 침략하여 약탈했고 나르마다의 영토를 강제로 포기했다.
그가 죽은 후, 그의 아들이 왕위를 계승했다. 자야심하 1세는 구자라트와 트리푸리 동맹에 의해 패배했다. 자야심하의 후계자이자 보자의 형인 우다야디티야는 바가다에서 그의 봉신인 차문다라자에 의해 패배했다. 그는 그의 동맹들의 도움으로 구자라트 국왕 카르나의 침략을 격퇴했다. 우다야디티야의 장남 락슈마데바는 트리푸리 왕국을 정벌한 것으로 인정받고 있다. 우다야디티야의 어린 아들 나라바르만은 분델칸트 왕국과 구르자라 왕 자야심하 싯다라자에게 패배하는 등 여러 번 패배를 당했다. 그의 통치 말기에 비자야팔라는 우자인의 북동쪽에 독립 왕국을 세웠다.
야쇼바르만은 자야심하 싯다하라자에게 수도 다라의 통치권을 빼앗겼다. 그의 후계자 자야바르만 1세는 다라의 통치권을 되찾았지만 곧 발라라라는 부왕에게 빼앗겼다. 구르자라 왕 쿠마라팔라는 서기 1150년경 나둘라 통치자 알하나와 아부 파라마라 족장 야쇼다발라의 지원을 받아 발라라를 물리쳤다. 말와는 그 후 구르자라 왕국의 속주가 되었다. 스스로를 마하쿠마라족이라고 칭했던 파라마라 부족이 이 시기 동안 보팔 주변 지역을 지배했다.
거의 20년 후, 자야바르만의 아들 빈디야바르만이 구르자라 왕 물라야자 2세를 패배시켰고, 말와의 주권을 다시 세웠다. 그의 통치 기간 동안, 말와는 호이살라와 야다바 왕조로부터 계속된 침략에 시달렸다. 그는 또한 구르자라 장군 쿠마라에게 패배했다. 이러한 좌절에도 불구하고, 그는 죽기 전에 말와에서 파라마라 세력을 회복할 수 있었다.
빈디야바르만의 아들 수바타바르만은 구자라트를 침공했고, 그 지역을 약탈했다. 그러나 그는 결국 구르자라의 봉신인 라바나 프라사다에 의해 퇴각해야만 했다. 그의 아들 아르주나바르만 1세 또한 구자라트를 침략했고, 잠시 동안 왕위를 찬탈했던 자얀타심하(또는 자야심하)를 물리쳤다. 그는 라타에서 야다바 장군 크홀슈바라에게 패배했다.
아르주나바르만의 뒤를 이어 마하쿠마라(파라마라 분파의 우두머리) 하리쉬찬드라의 아들인 데바팔라가 이었다. 그는 구자라트와 야다바에 대항하는 투쟁을 계속했다. 1233년부터 34년까지 델리 술탄국의 일투트미쉬 술탄이 빌사를 점령했지만, 데바팔라는 술탄에게서 승리하여 빌사의 통치권을 되찾았다. 그는 델리 술탄과 공모하여 살인을 모의한 것으로 의심되는 란탐보르의 바가바타에 의해 살해되었다.
데바팔라의 아들 자이투기데바가 말와를 다스리는 동안, 야다바 왕 크리슈나와 델리 술탄 발반, 그리고 바겔라 왕자 비살라 데바의 침입 때문에 말와의 세력은 크게 약화되었다. 또한 데바팔라의 더 어린 아들 자야바르만 2세도 이 세 세력의 공격에 직면했다. 자야바르만 2세는 말와 수도를 다라에서 언덕이 많은 만다파두르가(오늘날의 만두)로 옮겼고, 이곳은 더 나은 방어적 위치를 제공했다.
자야바르만 2세의 후계자인 아르주나바르만 2세는 약한 통치자임이 드러났다. 그는 대신들의 반란에 직면했다. 1270년대에는 야다바의 통치자 라마찬드라가 말와를 침공했고, 1280년대에는 란탐보르의 통치자 함미라도 말와를 침공했다. 아르주나의 후계자 보자 2세도 함미라의 침공에 직면했다.
마지막 파라마라 왕으로 알려진 마할라카데바는 1305년 델리 술탄국의 장군 아인 알물카데바의 군대에게 패사했으며, 말와 왕국은 델리 술탄국에게 정복되었다. 그 후 말와는 1401년까지 술탄국의 속주로 남아있었으며, 1401년 말와 총독이 술탄으로부터 독립을 선언하고 말와 술탄국을 세웠다.